# Tinidazol
A tinidazol (INN: tinidazole) egy parazitaellenes gyógyszer, melyet protozoon-fertőzések ellen használnak.
Széleskörűen használják különféle amőbás- és parazitafertőzés ellen.
Kémiai szerkezete hasonló a  metronidazoléhoz, mely szintén amőbás fertőzések elleni szer, de kellemetlen mellékhatásai vannak. A tinidazol hatásai hasonlóak, de rövidebb ideig kell szedni.
A VIII. Magyar Gyógyszerkönyvben Tinidazolum    néven hivatalos.  

## Javallat
- trichomoniasis, giardiasis, amoebiasis.
- Használható bakteriális fertőzések megelőzésére is, például Helicobacter pylori.

## Mellékhatások
A mellékhatások ritkák, és az enyhétől a közepes erősségűig terjednek: hányás, étvágytalanság, hasmenés, gyomorfájdalom, fémes szájíz, émelygés, szédülés, járásbizonytalanság, az idegvégződések megbetegedései (zsibbadás-bizsergés az alsó végtagon), néha görcsök, átmeneti fehérvérsejtszám-csökkenés, fejfájás, gyengeség, bevont-lepedékes nyelv, sötét vizelet. A túlérzékenységi reakciók néha súlyosak, ritkán jelentkeznek, általában kiütés, csalánkiütés, viszketés, szem körüli vizenyő formájában.

## Külső hivatkozások
- MedlinePlus Drug Information: Tinidazole
- Tindamax Archiválva 2007. szeptember 28-i dátummal a Wayback Machine-ben
- Tindamax Labeling (PDF)
- Tinidazole (patient information)
- Drug Bank Facts on Tinidazole